# Camilo Torres Tenorio
Camilo Torres Tenorio (Popayán, 22 de noviembre de 1766-Bogotá, 5 de octubre de 1816) fue un abogado, intelectual, y político colombiano, que encabezó el movimiento de la primera independencia de la Nueva Granada, hoy Colombia, de la cual fue presidente. Por su capacidad oratoria, pasó a la historia como El Verbo de la revolución político y patriota colombiano. Cuarto hijo (primer varón) de una familia de nueve hermanos, fue su padre el español Francisco Jerónimo de Torres, comerciante, minero y propietario de vastas extensiones territoriales al sur de Neiva, en la costa del Pacífico y en Popayán, casado con la payanesa María Teresa Tenorio.

## Origen y estudios
Era hijo del español Jerónimo Francisco de Torres Herreros, natural de Lambreras (Castilla la Vieja, España), y la payanesa María Teresa Tenorio y Carvajal. Estudió en el Real Colegio Seminario San Francisco de Asís, conocido posteriormente como Real Colegio de San Francisco de Asís, de su ciudad natal, plantel en el que aprendió latín, griego, retórica, matemáticas, filosofía y teología, estudios que complementó en Bogotá en el Colegio Menor de Nuestra Señora del Carmen, donde recibió el grado de Bachiller en Filosofía. Estudió Derecho Canónico en el Colegio Mayor de Nuestra Señora del Rosario hoy Universidad del Rosario.
Fue el más eminente de los abogados del país en su época y recibió el título de Abogado de los Reales Consejos, expedido por la Corona española.  Asumió la defensa, entre otros, de Francisco Antonio Zea y Eloy Valenzuela, procesados por su presunta participación en la Revolución de los Pasquines. Su éxito como abogado lo llevó a tener clientes en ciudades por fuera del Virreinato, como Lima.

## Matrimonio
Durante una de las famosas tertulias que se celebraban habitualmente en la casa de doña Manuela Sanz de Santamaría de Manrique en Bogotá, Torres conoció a María Francisca Prieto y Ricaurte, prima de la anfitriona. Era hija de don Joaquín Prieto y Dávila y doña Rosita Ricaurte Torrijos. Contrajeron matrimonio en la catedral de Bogotá el 4 de julio de 1802 y pasaron la luna de miel en Fusagasugá. Después, se instalaron en una casa bogotana frente al Observatorio Astronómico, donde nacieron los seis hijos de la pareja.

## La Independencia
El primer hecho que relaciona a Camilo Torres con el ambiente político que se vivía en el Nuevo Reino de Granada tuvo un lugar tras la traducción de los Derechos del Hombre y del Ciudadano del francés al castellano, hecha por Antonio Nariño (Santafé, 1793). La publicación de este texto originó el cierre de la tertulia «El Arcano Sublime de la Filantropía», supuso la cárcel y el exilio para algunos granadinos y la apertura de un proceso seguido contra varios alumnos del Colegio Mayor de Nuestra Señora del Rosario, entre los que se contó a Camilo Torres. Allanada su biblioteca, se encontraron gran cantidad de libros en francés que fueron llevados para que la Inquisición los analizara.
En 1808 cuando Napoleón impuso en el trono español a su hermano José y encarceló al rey de España y la noticia llegó al Virreinato de la Nueva Granada el 14 de enero de 1809, Camilo Torres se opuso, y lo manifestó en diferentes espacios.

## Obra escrita

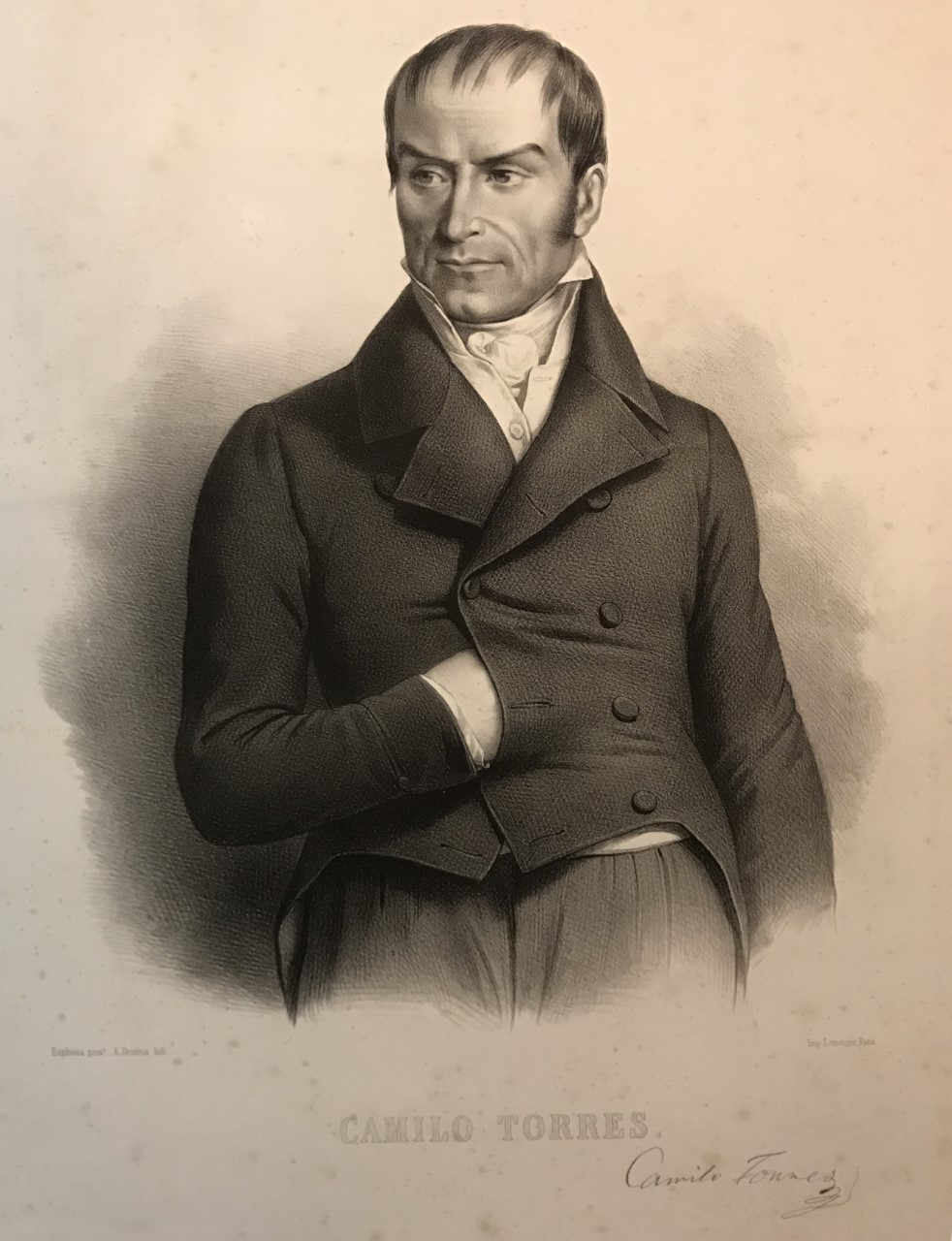
Grabado del prócer Camilo Torres a partir de un dibujo de José María Espinosa. (Museo de la Independencia, Bogotá).

En 1809 se inmortalizó con su Memorial de Agravios, una crítica al gobierno español y a la falta de oportunidades para el acceso de los criollos, nobles y adinerados a los cargos de decisión en la Nueva Granada. El documento nunca llegó a su destinatario, que era la Junta Suprema Central de España (que se hallaba entonces en Sevilla, de ahí que Torres dirija su memorial a la «junta de Sevilla»), organismo que asumía la soberanía nacional en nombre del rey Fernando VII secuestrado en aquel momento en Bayona, y sólo vino a ser publicado varias décadas después de la muerte de Torres. En este documento se destacaba su carácter de apoyo a la corona con requisitos de igualdad para criollos, más que de ser un documento en pro de la independencia de las colonias
A partir del establecimiento de la junta de gobierno, participó activamente de ésta, así como en sus eventos protocolarios, como integrante de la junta se intuye redactor y revisor de sus numerosos decretos donde se redujeron las ventajas tributarias con que contaban los indígenas en la colonia, la eliminación de los resguardos y el veto al voto a las clases pobres.
El 22 de diciembre al instalarse el primer congreso de las provincias de la Nueva Granada en Santafé, como representante de la provincia de Pamplona, se opuso activamente a la entrada del representante de la provincia de Sogamoso, la cual recientemente había declarado su autonomía de la de Tunja.

## Presidente de las Provincias Unidas de la Nueva Granada
El quince de noviembre de 1815 fue elegido presidente de las Provincias Unidas de la Nueva Granada. El 12 de marzo de 1816, tras la derrota parcial de las tropas de Custodio García Rovira en Cachirí y la definitiva en El Socorro, renunció al gobierno junto con el gobernador de Cundinamarca, José María García Hevia. En su reemplazo fue elegido dictador José Fernández Madrid.
Durante este período, conocido como la Patria Boba, se constituyó como líder de los federalistas, quienes abogaban por convertir a las Provincias Unidas en una federación, en contraposición a los centralistas, encabezados por Antonio Nariño, quienes propugnaban un sistema unitario gobernado desde Santafé.

## Ejecución

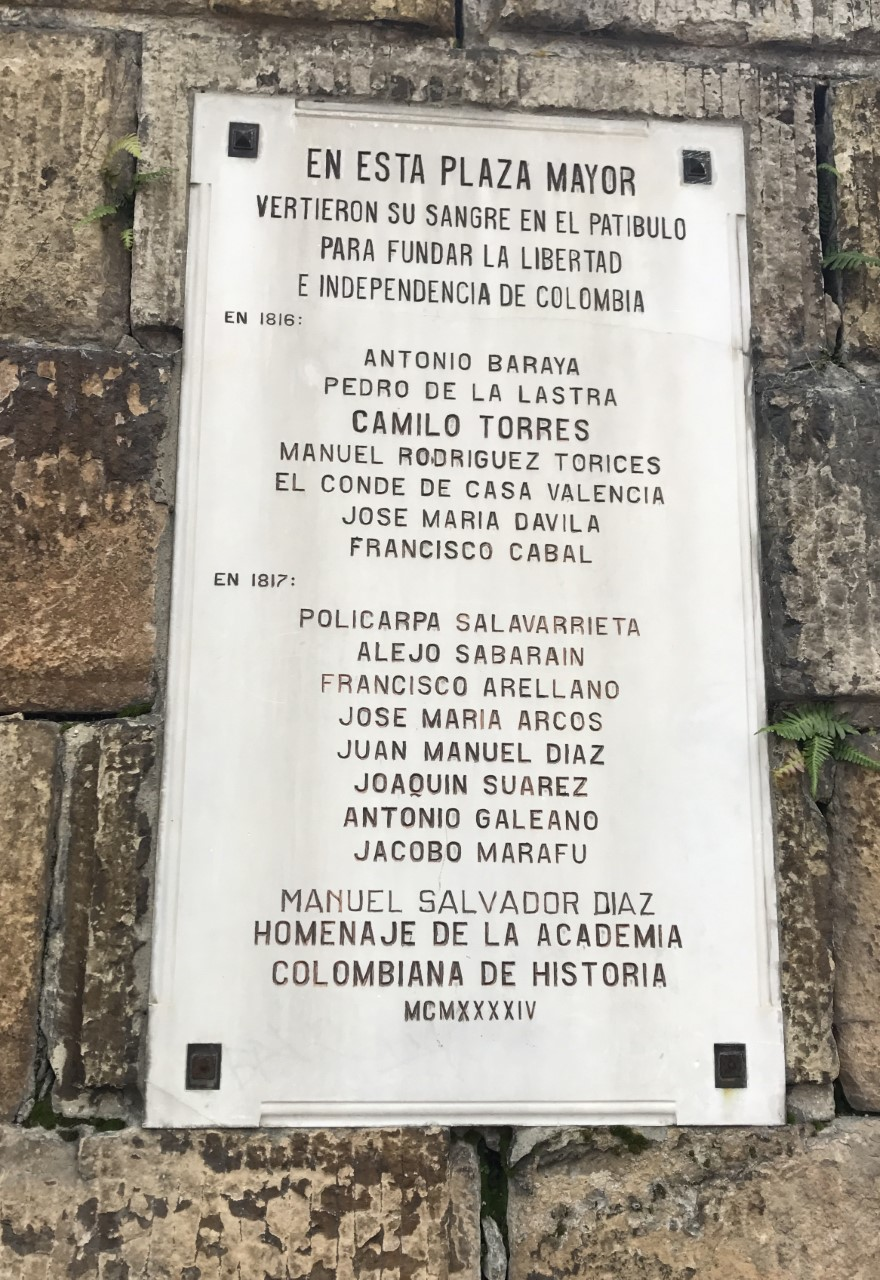
Placa conmemorativa de patriotas fusilados en la Plaza de Bolívar de Bogotá, entre quienes destaca Torres.

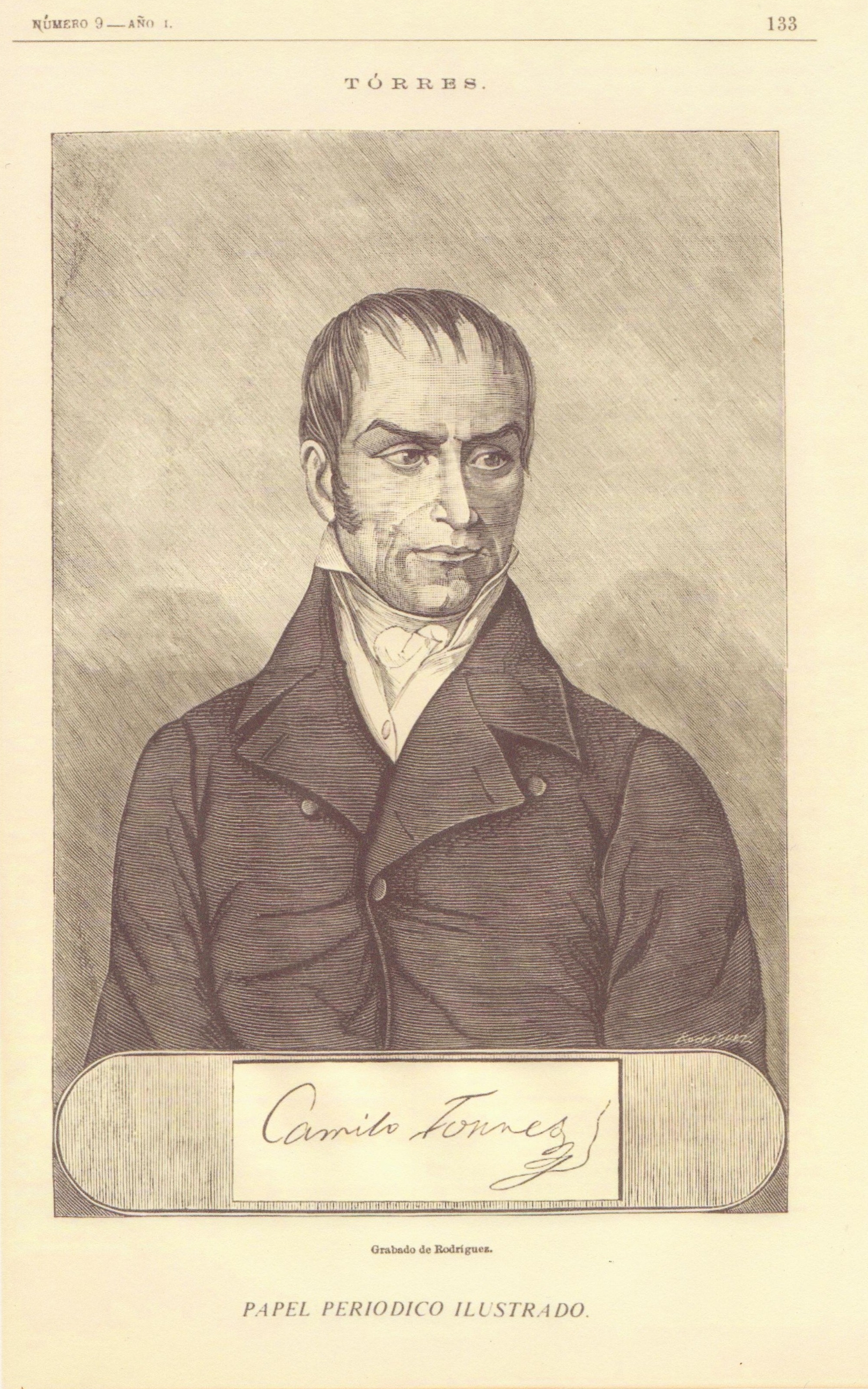
Retrato y firma de Camilo Torres. (Papel Periódico Ilustrado)

Conocidos los planes del General español Pablo Morillo de concretar la Reconquista de los territorios sublevados, Torres organiza en 1816 su huida en compañía de su familia. Se establecen inicialmente en El Espinal, actual departamento del Tolima. Allí se quedaron su esposa y sus hijos, mientras él continuaba su viaje hasta Popayán en compañía de su hermano Jerónimo y de su secretario privado.
La tropa del General Pablo Morillo alcanzó primero a la familia de Torres y fue así como el Comisionado de la Junta de Secuestros, Antonio Hernández, confiscó todos los recursos con los que la señora de Torres contaba en ese apartado paraje. Morillo ordenó que tanto la esposa como los hijos de Torres fueran traídos a Santafé de manera inmediata, orden que fue cumplida con celeridad por los lugartenientes del militar español.
Por su parte, Torres se encontraba en alguna localización entre Popayán y el puerto de Buenaventura en julio de ese mismo año (1816) cuando fue capturado por las fuerzas de Morillo. A pesar de las influencias de su familia, Torres es enviado a Santafé y fusilado entre la noche del 4 y la madrugada del 5 de octubre del mismo año, dentro del régimen del terror del plan de Morillo. Junto a él murieron en el patíbulo el Conde de Casa Valencia, don Manuel Rodríguez Torices y don José María Dávila.
El cuerpo de Torres fue desmembrado por las extremidades, que se ubicaron en las cuatro entradas de la ciudad para horrorizar a la población, y su cabeza, cuyo rostro había sido desfigurado por las balas, fue colocada en una lanza en la plaza para mayor escarnio público. Sus restos nunca fueron encontrados.

## Destino de la familia de Torres y legado del prócer
La familia de Torres sufrió posteriores hostigamientos que se tradujeron en una nueva confiscación de sus bienes materiales, en ese momento aún cuantiosos. Hay memoria de que la señora de Torres entregó hasta un dedal de oro que poseía.
En un giro trágico del destino, viuda e hijos del abogado más destacado de la Nueva Granada pasaron de la opulencia a vivir de la caridad pública hasta que, años después, Simón Bolívar decidió enmendar esta penosa situación. Bolívar profesaba un enorme respeto por Torres y sentía una deuda de gratitud hacia él por el apoyo que había recibido de su parte años atrás. Es célebre la siguiente carta de Bolívar:

«Excelentísimo señor Vicepresidente de la República
Encargado del Poder Ejecutivo.
Presente.-
Excelentísimo señor:
La viuda del más respetable ciudadano de la antigua República de la Nueva Granada se halla reducida a una espantosa miseria, mientras yo gozo de treinta mil duros de sueldo. Así he venido en ceder a la ciudadana Francisca Prieto, mil pesos anuales de los que a mí me corresponden. En consecuencia, sírvase vuestra excelencia ordenar que se satisfaga la mesada correspondiente, descontándoseme a mí. Dios guarde a V.E. muchos años.
Bolívar
Cuartel General de Bogotá, a 6 de noviembre de 1821».

El extenso archivo de Torres estuvo entre lo poco que se salvó de todos los bienes que le fueron confiscados al prócer y a su familia. Este vasto acervo documental, compuesto por casi 24,000 manuscritos y documentos impresos, fue transferido por la Vicerrectoría Académica de la Pontificia Universidad Javeriana al Archivo Histórico de dicho centro educativo tras la donación que hiciera el sacerdote jesuita José Rafael Arboleda, pariente del prócer, al morir en 1992. La colección ocupa 179 legajos o carpetas y sus documentos abarcan una línea de tiempo que va de 1585 a 1914.

## Honores
La memoria de Camilo Torres ha sido honrada en Colombia de diversas maneras:
- Su efigie apareció en algunos billetes colombianos, tales como los de 2 pesos y 50 pesos emitidos por el Banco de la República de Colombia.
- En 1960, un avión de la aerolínea Avianca fue bautizado con el nombre de Camilo Torres en el marco de las celebraciones del sesquicentenario de la Independencia de Colombia. Al acto asistieron numerosos descendientes del prócer payanés, entre ellos, las familias Arroyo Arboleda, Cárdenas Arboleda, Arboleda Chaux y Arboleda Arboleda.
- Un retrato al óleo del prócer, obra de Pedro Alcántara Quijano, forma parte de las colecciones de la Academia Colombiana de Historia.
- En el marco de la conmmemoración del bicentenario del sacrificio de Torres, la mesa directiva de la Academia Colombiana de Jurisprudencia comisionó la elaboración de un retrato al óleo del prócer, obra que ejecutó el artista colombiano Justiniano Durán Castro y que fue develada el 5 de octubre de 2016 durante la sesión conmemorativa realizada con tal motivo en el auditorio de la Academia, en Bogotá.
- El Colegio de Abogados Rosaristas, en el marco del XXXII Congreso Anual de Abogados Rosaristas descubrió un nuevo busto de Camilo Torres Tenorio, a través de una obra de la artista colombiana, Julia Merizalde Price, en el marco de la conmemoración de los 200 años de su ejecución. La obra se encuentra al interior del Claustro del Colegio Mayor de Nuestra Señora del Rosario al costado sur oriental.
- El Colegio de Abogados Rosaristas crea en el año 2013 La medalla al mérito Camilo Torres Tenorio como alta distinción que busca condecorar a las personas que con su trasegar han sido ejemplo de las virtudes enseñadas en la Universidad del Rosario. En ese año fue entregada a los miembros honorarios doctores Juan Rafael Bravo Arteaga y Álvaro Mendoza Ramírez y en el año 2022 al doctor Germán Valdés Sánchez.
- En Duitama, Boyacá hay una avenida con su nombre llamada Avenida Camilo Torres.

### Monumentos

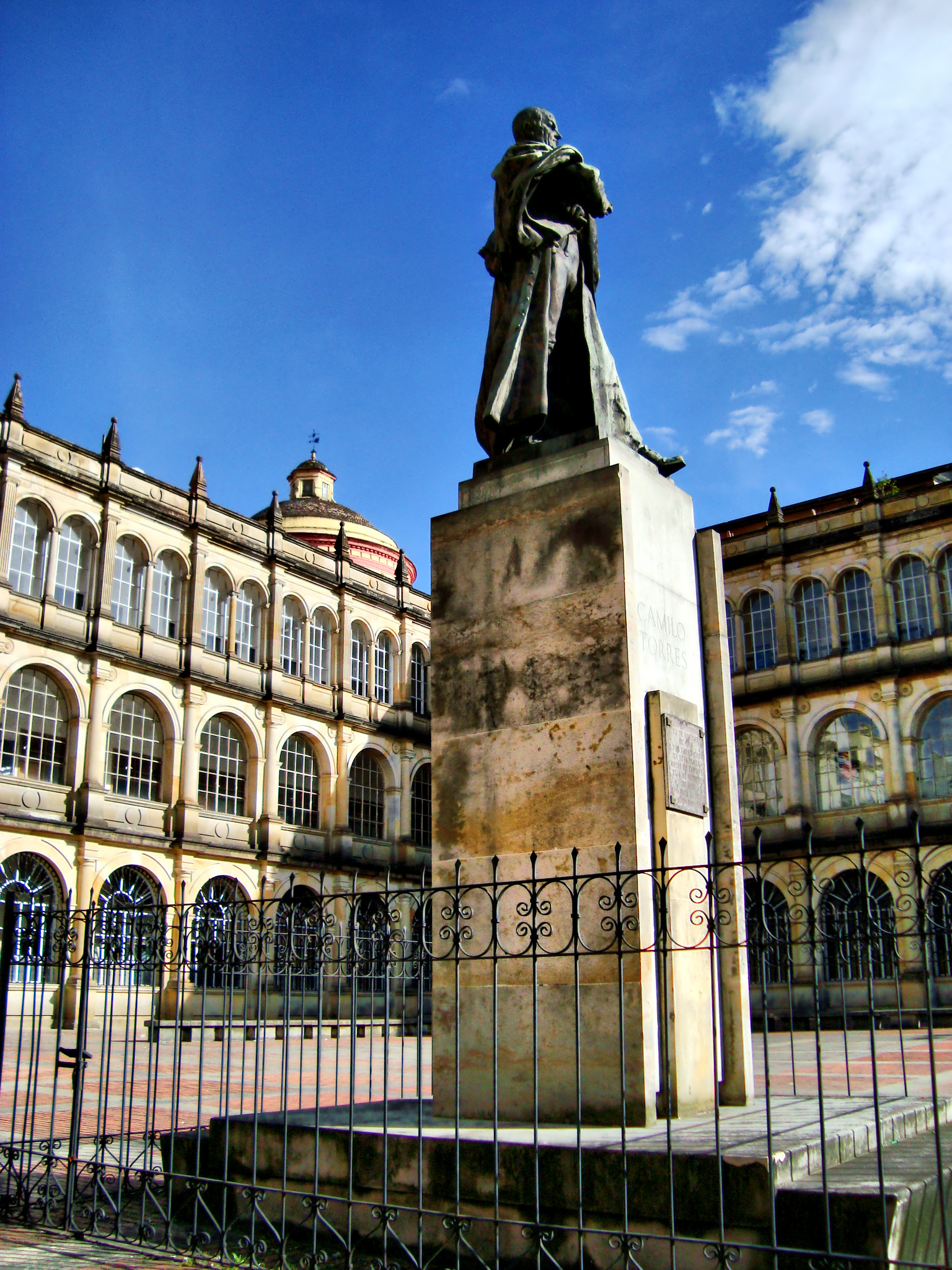
Monumento a Camilo Torres en la plazoleta del Colegio Mayor de San Bartolomé, Bogotá.

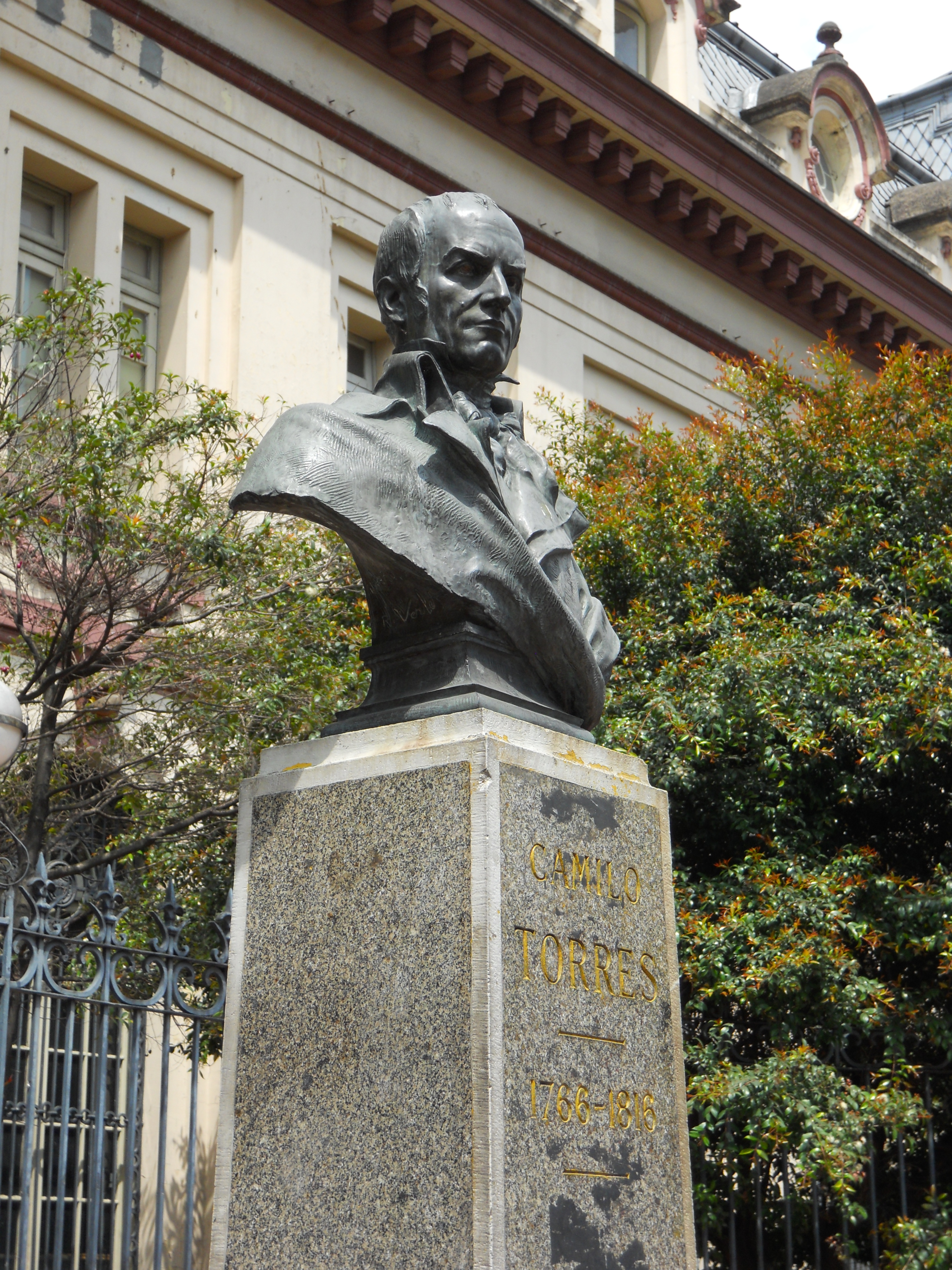
Busto de Torres en el sector de La Capuchina, Bogotá. Obra de Pietro Tenerani.

- En 1840 fue ordenada la fundición en bronce de un busto del prócer al escultor italiano Pietro Tenerani por cuenta del patricio José Ignacio París Ricaurte que fue ubicada en la Plazoleta de La Capuchina de Bogotá, cerca del sector de San Victorino.
- En 1929 se ubicó una urna funeraria simbólica con el nombre de Torres en el Panteón de los Próceres de Popayán. Se encuentra vacía, pues los restos del prócer nunca fueron recuperados debido a las circunstancias mismas de su muerte y al régimen del terror imperante en la época en que fue sacrificado.
- Una placa en su memoria se encuentra ubicada en el claustro del Colegio Mayor del Rosario en Bogotá.[5]
- En la plazoleta de San Francisco en Popayán se inauguró el 11 de octubre de 1916 una estatua del prócer con la toga de abogado y un manuscrito enrollado del Memorial de Agravios, la cual fue comisionada al escultor francés Raoul Verlet.
- Una réplica del monumento de Popayán se halla en la plazoleta del Colegio Mayor de San Bartolomé, en la esquina suroriental de la Plaza de Bolívar de Bogotá.
- Un busto del prócer payanés fue develado en la primera mitad del siglo XX en la entrada principal del Externado Nacional Camilo Torres, en la Carrera Séptima de Bogotá.
- En 1960, al conmemorarse el sesquicentenario de la independencia de Colombia, la colonia española residente en Bogotá encabezó un homenaje en el cual se descubrió un busto del mártir payanés, que permanece desde entonces en la Casa del Florero (Museo del 20 de julio), y el cual incluye una inscripción en letras de molde con la siguiente leyenda: A don Camilo Torres Tenorio, moción de perpetuo desagravio. De la colonia española residente en Bogotá. 20 de julio de 1960.
- En 2016, con ocasión de la conmemoración de los 200 años del martirio del prócer, la Universidad del Rosario develó un busto de Torres en su claustro en el centro de Bogotá. La obra, de autoría de la escultora colombiana Julia Merizalde Price, fue ofrecida en acto solemne por los directivos del centro académico y a la ceremonia fueron invitados, entre otros, numerosos descendientes del prócer.

## Referencias

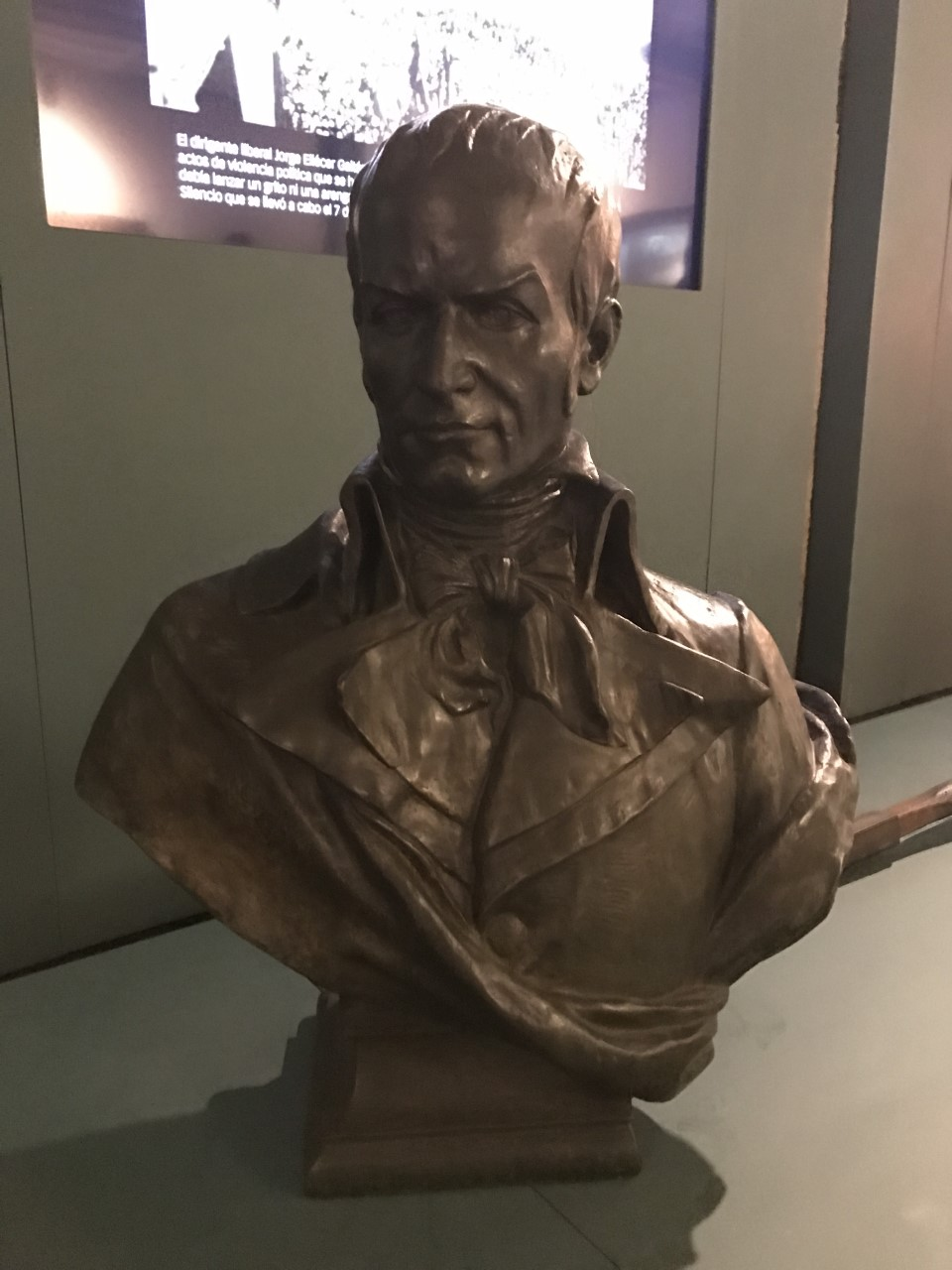
Busto de Torres en el Museo de la Independencia, Bogotá.